# سمية رمضان
سمية رمضان (1951 - 19 أغسطس 2024)، هي أكاديمية ومترجمة وكاتبة مصرية. حصلت على جائزة نجيب محفوظ للرواية العربية سنة 2001.

## حياتها
ولدت سمية رمضان في القاهرة سنة 1951م، ودرست اللغة الإنجليزية بجامعة القاهرة، ثم حصلت على درجة الدكتوراه في اللغة الإنجليزية من ترينيتي كوليج في دبلن.

## وفاتها
رحلت في ساعات متأخرة من مساء الاثنين 19 أغسطس 2024.

## أعمالها الأدبية

### كتاباتها
- خشب ونحاس (1995): وهي مجموعتها القصصية الأولى.
- منازل القمر (1999): مجموعة قصصية.
- أوراق النرجس (2001): وهي روايتها الأولى. نالت عنها جائزة نجيب محفوظ للرواية العربية لسنة 2001، وترجمتها إلى الإنجليزية مارلين بوث ونشرها قسم النشر بالجامعة الأمريكية.

### ترجماتها
ترجمت سمية رمضان العديد من الأعمال الأدبية، من بينها رواية فرجينيا وولف «غرفة تخص المرء وحده».